# 1957 في ألمانيا
فيما يلي قوائم الأحداث التي وقعت خلال عام 1957 في ألمانيا.

## أحداث
- 1 ديسمبر – العلاقات المصرية الألمانية

## سياسة

### تعيين في المنصب
- 1 يناير – كلاوس شوتس عضو في البوندستاغ الألماني.
- 3 أكتوبر – فيلي براندت عمدة برلين،رئيس البوندسرات.
- 29 أكتوبر – لودفيغ إيرهارت نائب المستشار.
- 21 ديسمبر – ماكس براور عمدة هامبورغ  [لغات أخرى]‏.

## رياضة
- 4 أغسطس – جائزة ألمانيا الكبرى 1957 الفائز خوان مانويل فانجيو.

## مواليد

### يناير
- 1 يناير – كاثرين فريز
- 1 يناير – يوهانا فالزر مترجمة ألمانية.
- 5 يناير – كارل ألغوفر لاعب كرة قدم ألماني.
- 23 يناير – بول شتاينر لاعب كرة قدم ألماني.

### فبراير
- 16 فبراير – ليفار برتون
- 18 فبراير – ماريتا كوخ

### مارس
- 8 مارس – أكسل ويبر
- 10 مارس – فرانتس-أولريش هارتل كيميائي ألماني.
- 10 مارس – هانز بيتر فريدرش سياسي ألماني.

### أبريل
- 18 أبريل – توماس بيكمان
- 26 أبريل – غيرت إنجلز لاعب كرة قدم ألماني.

### مايو
- 8 مايو – بيرند كراوس
- 14 مايو – غابي هاوبتمان كاتبة ألمانية.
- 17 مايو – ويلفريد هانيز لاعب كرة قدم ألماني.

### يونيو
- 7 يونيو – أندرياس بيترمان دراج ألماني.
- 10 يونيو – دوريس ماير سياسية ألمانية.
- 13 يونيو – أندرياس كوفمان ممثل ألماني.

### يوليو
- 27 يوليو – هانسي مولر لاعب كرة قدم ألماني.
- 29 يوليو – اولريش توكور

### أغسطس
- 9 أغسطس – رولف هالر درّاج طريق ألماني.
- 17 أغسطس – رالف ريختر ممثل ألماني.
- 18 أغسطس – هارالد شميت
- 19 أغسطس – رودولف بومر
- 26 أغسطس – كريستيان شميدت سياسي ألماني.

### سبتمبر
- 8 سبتمبر – كريستوف ايكهورن
- 10 سبتمبر – ماتياس برينر
- 12 سبتمبر – هانز زيمر
- 15 سبتمبر – كلوس إيبرهارد
- 26 سبتمبر – كلاوس آوغنتالر لاعب كرة قدم ألماني.

### أكتوبر
- 10 أكتوبر – روني كلايس درّاج طريق بلجيكي.
- 11 أكتوبر – مارتن ويمر متسابق دراجات نارية ألماني.
- 17 أكتوبر – أوفه كولبه كاتب ألماني.
- 21 أكتوبر – فولفجانج كيترلي فيزيائي ألماني.
- 21 أكتوبر – كارين مولر

### نوفمبر
- 20 نوفمبر – ستيفان بيلوف

### ديسمبر
- 10 ديسمبر – ديرك بورمان

## وفيات

### يناير
- 1 يناير – كريستيان هولسماير (مواليد 1881) مخترع ألماني.

### فبراير
- 1 فبراير – فريدريش باولوس (مواليد 1890)
- 8 فبراير – فالتر بوته (مواليد 1891) فيزيائي ألماني.
- 13 فبراير – غوستاف مي (مواليد 1868) فيزيائي ألماني.
- 25 فبراير – راينهارد غوستاف بول كنوث (مواليد 1874) عالم نبات ألماني.

### مارس
- 13 مارس – هانز هينرش شيدر (مواليد 1896)

### أبريل
- 7 أبريل – رودلف شميت (مواليد 1886) عسكري ألماني.

### مايو
- 7 مايو – أرنولد فان شينب (مواليد 1873)
- 7 مايو – فيلهلم فيلشنر (مواليد 1877) مستكشف ألماني.
- 10 مايو – كيرت فون تيبيلسكيرخ (مواليد 1891)

### يونيو
- 21 يونيو – يوهانس شتارك (مواليد 1874) فيزيائي ألماني.

### أغسطس
- 5 أغسطس – هاينريش فيلاند (مواليد 1877)
- 9 أغسطس – كارل كلاوبيرغ (مواليد 1898)

### أكتوبر
- 13 أكتوبر – إريك أورباخ (مواليد 1892)
- 28 أكتوبر – أرنست جرافنبرج (مواليد 1881) طبيب ألماني.

### ديسمبر
- 16 ديسمبر – هينرش هوفمان (مواليد 1885) مصور ألماني.